# André Ochodlo
André Ochodlo (ur. 1963 w Plauen) – pieśniarz, reżyser teatralny i scenograf. Popularyzator kultury jidysz, założyciel w 1989 i dyrektor Teatru Atelier (od 1997 Teatr Atelier im. Agnieszki Osieckiej w Sopocie), inicjator sopockiego festiwalu Lato Teatralne (1994), dyrektor Międzynarodowych Spotkań z Kulturą Żydowską (od 2006).

## Życiorys
Studiował teatrologię stosowaną (dramat/teatr/media) na Uniwersytecie w Gießen pod kierunkiem prof. Andrzeja Wirtha. Uczestniczył w kursach aktorskich w Wyższej Szkole Teatralnej w Lipsku. Ukończył Studium Wokalno-Aktorskie przy Teatrze Muzycznym w Gdyni (specjalizacja – piosenka aktorska u prof. Haliny Mickiewiczówny). Odbył wielomiesięczny staż w Teatrze na Tagance w Moskwie i w Teatrze Żydowskim w Warszawie.
Był związany z Agnieszką Osiecką, z którą współpracował w Teatrze Atelier; dla Atelier Osiecka napisała swój ostatni tekst dramatyczny: Darcie pierza, oraz współtworzyła inne projekty sceniczne, jak: Apetyt na śmierć i Wilki (songi i adaptacja). Dla Ochodlo stworzyła także tłumaczenia pieśni Mordechaja Gebirtiga.

## Pieśni jidysz
André Ochodlo jest laureatem Grand Prix na festiwalu 11. Tage des Chansons we Frankfurcie (1992). Był trzykrotnie zapraszany do udziału w Festiwalu Klezmerskim w Safedzie (Izrael). Należy obecnie do najwybitniejszych współczesnych interpretatorów pieśni jidysz. Występował w niemal całej Europie, a także w USA, Kanadzie i Izraelu. Nagrał programy dla niemieckich, polskich, czeskich, amerykańskich i izraelskich stacji telewizyjnych. Największą pasją André Ochodlo są pieśni jidysz do tekstów wybitnych poetów, częściowo zapomnianych, pochodzących najczęściej z ziem dawnej Polski. André Ochodlo i grono współpracujących z nim artystów włożyli ogromny wysiłek w dotarcie do ich twórczości. Znakomita poezja jidysz w bogatej nowoczesnej oprawie muzycznej autorstwa współczesnych polskich kompozytorów i nowych, świeżych aranżacjach znakomicie przemawia do współczesnej publiczności, przybliża kulturę jidysz percepcji dzisiejszego odbiorcy, nadając twórczości poetów jidysz wymiar ogólniejszy, uniwersalny, wpisując ją w szeroki nurt kultury europejskiej.

## Yiddishland
Najnowszą propozycją artystyczną André Ochodlo jest projekt Yiddishland – Nowe pieśni jidysz z Polski, dwuczęściowa kolekcja nowych pieśni jidysz skomponowanych przez polskich kompozytorów do wszystkich dotychczasowych recitali André Ochodlo.
Pierwsza część to 12 albumów CD zawierających między innymi 120 nowych pieśni jidysz. Drugą częścią projektu Yiddishland jest wydawnictwo książkowe, opublikowane przez wydawnictwo Słowo/obraz terytoria, z tekstami wierszy w trzech językach (w jidysz, po polsku i angielsku) i prezentacją biografii ich twórców, oraz dwa tomy kompletów nut ze wszystkimi kompozycjami polskich kompozytorów, opracowanych przez kierownika muzycznego całej kolekcji – Adama Żuchowskiego.
Kolekcja powstała we współpracy z wybitnymi twórcami (muzykami, aranżerami i reżyserami dźwięku) z Polski, Niemiec, Czech, Słowacji, Austrii, Szwajcarii, Białorusi, Rosji, USA i Izraela.

## Pięć miłości | 5 Loves[7]

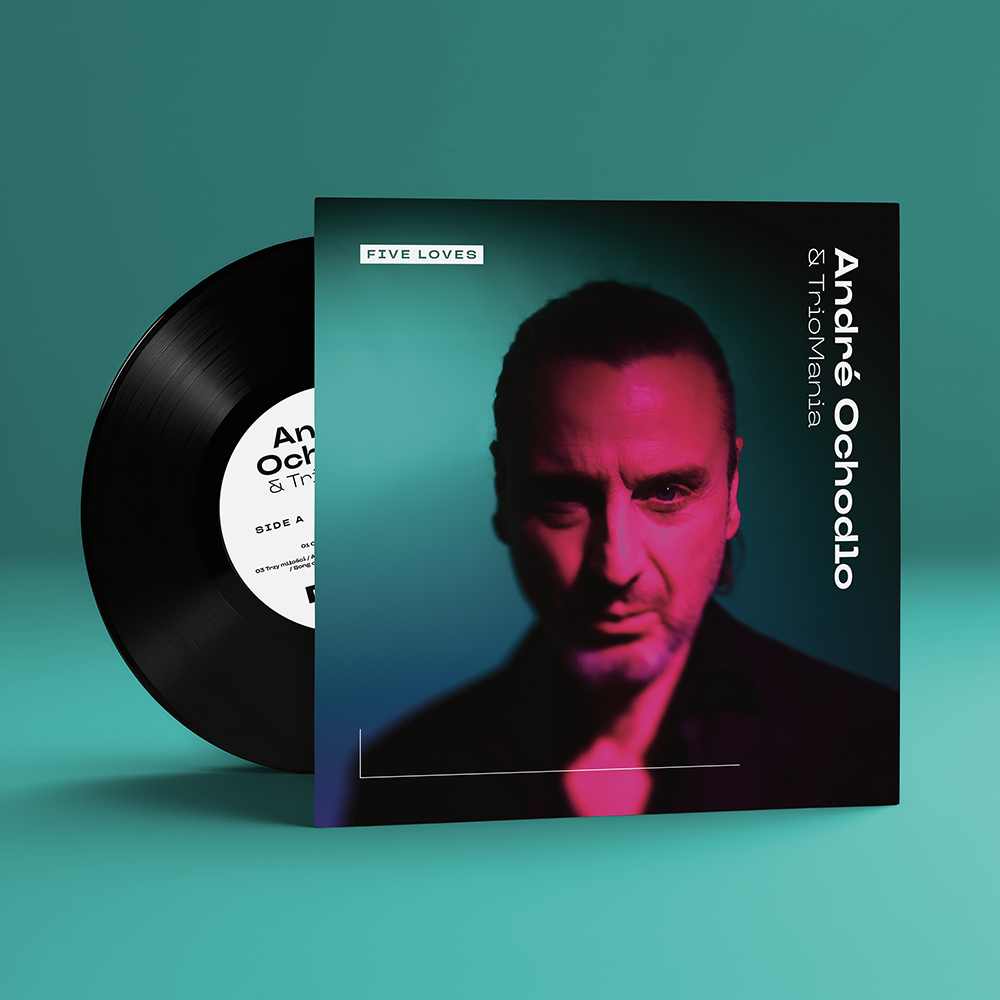

„Pięć miłości | 5 Loves” jest programem przygotowanym z okazji 30. Lata Teatralnego w Teatrze Atelier im. Agnieszki Osieckiej w Sopocie. Do tego jubileuszu André Ochodlo zaprosił zespół TrioMania – laureata nagrody Fryderyk za najlepszy debiut jazzowy w 2010 roku, w składzie:
- Piotr Mania – fortepian,
- Luis Mora Matus (Chile) – perkusja,
- Adam Żuchowski – kontrabas, aranżacje, kierownictwo muzyczne.

W recitalu usłyszeć można oryginalne interpretacje utworów Jacques’a Brela, Bertolta Brechta, Kurta Weilla, Paula Anki, Bułata Okudżawy, rarytasy jak słynny „Tomaszów” Juliana Tuwima i Zygmunta Koniecznego, czy „Uciekaj moje serce” autorstwa Agnieszki Osieckiej i Seweryna Krajewskiego, wiersz znanej niemieckiej poetki Evy Strittmatter „Augenblick” do muzyki Michaela Buscha, a także jeden najważniejszych songów antywojennych – „Gdzie są kwiaty z tamtych lat” („Sag mir, wo die Blumen sind”) Pete’a Seegera.
W 2024 roku nakładem sopockiego wydawnictwa Alef Music wydana została płyta winylowa, zawierająca osiem utworów zarejestrowanych w czasie koncertów w Teatrze Atelier im. Agnieszki Osieckiej. Okładkę płyty projektował Tomasz Hajduk, zdjęcia autorstwa Martyny Niećko.

### Lista utworów
1. „Comme d'habitude/My Way” (muz. Jacques Revaux; fr. sł. Gilles Thibaut, Claude François; ang. sł. Paul Anka)
2. „Tomaszów” (muz. Zygmunt Konieczny; sł. Julian Tuwim; niem. tł. Jan Biczycki)
3. „Trzy miłości/Ach, die erste Liebe (Lied über mein Leben)/Song of My Life/Pesenka o moey zhizni” (muz. Bułat Okudżawa; ros. sł. Bułat Okudżawa; pol. sł. Wojciech Młynarski; niem. sł. Wolf Biermann; ang. sł. Daniel Kahn)
4. „Ne me quitte pas” (muz. i sł. Jacques Brel)
5. „Die Moritat von Mackie Messer” i „Pieśń o daremności ludzkich wysiłków” (muz. Kurt Weill; sł. Bertolt Brecht; tł. Jacek St. Buras)
6. „Uciekaj moje serce” (muz. Seweryn Krajewski; sł. Agnieszka Osiecka)
7. „Augenblick” (muz. Michael Busch; sł. Eva Strittmatter)
8. „Tsu beethovens levone sonate” (muz. Ludwig van Beethoven; sł. Rajzel Zychlinski)

## Twórczość teatralna
Równie ważną sferą działań artystycznych André Ochodlo jest reżyseria teatralna i scenografia (tu: jako André Hübner-Ochodlo), które szerzej opisane są na stronie Wikipedii dotyczącej Teatru Atelier im. Agnieszki Osieckiej w Sopocie.